# Ngajaran (Tuntang)
Ngajaran is een bestuurslaag in het regentschap Semarang van de provincie Midden-Java, Indonesië. Ngajaran telt 3168 inwoners (volkstelling 2010).